# Loungo Matlhaku
Loungo Matlhaku (ur. 24 marca 1995) – botswańska lekkoatletka specjalizująca się w biegach sprinterskich.
Srebrna (2011) i dwukrotnie brązowa (2011 i 2013) medalistka juniorskich mistrzostw Afryki. W 2014 zdobyła brąz w sztafecie 4 × 400 metrów podczas mistrzostw Afryki w Marrakeszu.
Stawała na najwyższym stopniu podium mistrzostw Botswany.

## Osiągnięcia
| Rok  | Impreza                               | Miejsce         | Konkurencja                        | Pozycja    | Wynik   |
| ---- | ------------------------------------- | --------------- | ---------------------------------- | ---------- | ------- |
| 2011 | Mistrzostwa Afryki juniorów           | Gaborone        | bieg na 100 metrów                 | 2. miejsce | 12,01   |
| 2011 | Mistrzostwa Afryki juniorów           | Gaborone        | bieg na 200 metrów                 | 8. miejsce | 25,98   |
| 2011 | Mistrzostwa Afryki juniorów           | Gaborone        | sztafeta 4 × 100 metrów            | 3. miejsce | 48,46   |
| 2011 | Mistrzostwa świata juniorów młodszych | Lille Metropole | bieg na 100 metrów                 | eliminacje | 12,35   |
| 2011 | Mistrzostwa świata juniorów młodszych | Lille Metropole | bieg na 200 metrów                 | półfinał   | 24,71   |
| 2011 | Igrzyska Wspólnoty Narodów młodzieży  | Douglas         | bieg na 100 metrów                 | 4. miejsce | 12,03   |
| 2011 | Igrzyska Wspólnoty Narodów młodzieży  | Douglas         | bieg na 200 metrów                 | eliminacje | 24,51w  |
| 2013 | Mistrzostwa Afryki juniorów           | Bambous         | bieg na 200 metrów                 | 3. miejsce | 24,62   |
| 2014 | Mistrzostwa świata juniorów           | Eugene          | bieg na 100 metrów                 | eliminacje | 12,12   |
| 2014 | Mistrzostwa świata juniorów           | Eugene          | bieg na 200 metrów                 | eliminacje | 24,39   |
| 2014 | Mistrzostwa Afryki                    | Marrakesz       | bieg na 200 metrów                 | półfinał   | 24,70   |
| 2014 | Mistrzostwa Afryki                    | Marrakesz       | sztafeta 4 × 400 metrów            | 3. miejsce | 3:40,28 |
| 2016 | Mistrzostwa Afryki                    | Durban          | bieg na 100 metrów                 | 8. miejsce | 11,67   |
| 2016 | Mistrzostwa Afryki                    | Durban          | bieg na 200 metrów                 | 7. miejsce | 24,18   |
| 2016 | Mistrzostwa Afryki                    | Durban          | sztafeta 4 × 100 metrów            | 5. miejsce | 46,10   |
| 2017 | IAAF World Relays                     | Nassau          | sztafeta 4 × 400 metrów (mieszana) | –          | DNF     |
| 2021 | World Athletics Relays                | Chorzów         | sztafeta 4 x 400 metrów            | eliminacje | 3:34,99 |

## Rekordy życiowe
- Bieg na 100 metrów – 11,49 (2014) były rekord Botswany
- Bieg na 200 metrów – 23,25 (2016)